# 서울국제사랑영화제
서울국제사랑영화제(Seoul International Agape Film Festival, SIAFF)는 복음에 충실한 영화를 상영하는 대한민국의 영화제이다. 기독교 정신을 기반으로 하는 비경쟁 국제영화제이다. 2003년 서울기독교영화제로 시작해 기독교의 핵심가치인 '사랑'을 예술로 구현해낸 대한민국 안팎외 작품들을 소개해왔다.

## 역대 영화제
- 제1회 서울국제사랑영화제
- 제2회 서울국제사랑영화제
- 제3회 서울국제사랑영화제
- 제4회 서울국제사랑영화제
- 제5회 서울국제사랑영화제
- 제6회 서울국제사랑영화제
- 제7회 서울국제사랑영화제
- 제8회 서울국제사랑영화제
- 제9회 서울국제사랑영화제
- 제10회 서울국제사랑영화제
- 제11회 서울국제사랑영화제
- 제12회 서울국제사랑영화제
- 제13회 서울국제사랑영화제
- 제14회 서울국제사랑영화제
- 제15회 서울국제사랑영화제
- 제16회 서울국제사랑영화제
- 제17회 서울국제사랑영화제
- 제18회 서울국제사랑영화제
- 제19회 서울국제사랑영화제